# Wincing the Night Away
Wincing the Night Away es el tercer álbum de la banda de rock alternativo e indie rock estadounidense The Shins. Sub Pop lo lanzó el 23 de enero de 2007 y es el último álbum de la banda en su contrato con la disquera. La grabación fue en el estudio de James Mercer, en la casa de Phil Ek en Seattle y en Oregón City con el productor veterano Joe Chicarelli.

## Título
El título del álbum viene por el nombre de la canción de Sam Cooke, «Twistin' the Night Away». Como reportado en la revista Rolling Stone, el título es una referencia al «insomnio paralítico» del vocalista y guitarrista líder James Mercer.
«Sleeping Lessons», la primera canción del álbum, también hace referencia al insomnio de Mercer y fue considerada como un posible título del álbum.
Mercer confirmó Wincing the Night Away como el título oficial del álbum en agosto de 2006 en una entrevista con Billboard.

## Prelanzamiento
La lista completa de canciones fue anunciada por Pitchfork Media el 16 de octubre de 2006. El primer sencillo, «Phantom Limb», fue lanzado en iTunes el 14 de noviembre de 2006. La banda subió el álbum completo a su MySpace.
El álbum fue tomado de una copia promocional que fue adquirida por el público el 20 de octubre de 2006. Sub Pop se dio cuenta y respondió contratando a una compañía de Reino Unido para localizar la fuente del escape.
El 9 de enero de 2007, dos semanas antes del lanzamiento oficial, iTunes puso el álbum a la venta accidentalmente y removieron la opción para comprarlo un día después. Se desconoce cuánta gente compró el álbum entre estos dos días.

## Lanzamiento
Wincing the Night Away debutó en la segunda posición de la lista Billboard 200 y vendió más de cien mil copias en la primera semana de lanzamiento, cifra que lo convirtió en el álbum más vendido y con las posiciones más altas que la discografía Sub Pop jamás hubo alcanzado. Durante la misma semana, el álbum también se colocó en la primera posición de otras cuatro categorías: Top Digital Albums, Top Rock Albums, Top Tastemakers, y Top Independent Albums.
En la segunda semana de lanzamiento, el álbum cayó a la octava posición y vendió alrededor de 53 000 copias.

## Descripción
Mercer indicó que la banda estaba «extendiéndose» en el nuevo álbum y que el tiempo de grabación les había dado más tiempo para desarrollar sus ideas. Esperó dirigir más de la «condición humana» en su tercer álbum, aunque esté subcutáneamente presente en los otros dos álbumes. Wincing the Night Away es el álbum más diverso y experimental de la banda y contiene desde lazos de hip-hop hasta folk psicodélico hawaiano. El álbum también es considerablemente más largo en duración que los dos pasados de la banda.

## Lista de canciones
Las siguientes canciones están en orden con respecto al álbum y fueron escritas por James Mercer:
1. «Sleeping Lessons» – 3:58
2. «Australia» – 3:57
3. «Pam Berry» – 0:57
4. «Phantom Limb» – 4:49
5. «Sea Legs» – 5:23
6. «Red Rabbits» – 4:32
7. «Turn on Me» – 3:43
8. «Black Wave» – 3:19
9. «Split Needles» – 3:47
10. «Girl Sailor» – 3:46
11. «A Comet Appears» – 3:49

## Sencillos
- El primer sencillo es «Phantom Limb», lanzado el 14 de noviembre de 2006.
- El segundo sencillo es «Australia», lanzado el 9 de abril de 2007.
- El tercer sencillo es «Turn on Me», lanzado el 3 de septiembre de 2007.

## Personal
- James Mercer – Voz, guitarra, bajo, sintetizadores, ukelele, banjo, piano, percusión, pulso y programación
- Marty Crandall – Sintetizadores, órgano, bajo, percusión
- Dave Hernández – Bajo, guitarra líder
- Jesse Sandoval – Batería
- Chris Funk – Guitarra lap steel en «Red Rabbits» y «A Comet Appears», dulcémele martillado y buzuki en «A Comet Appears»
- Eric Johnson – Coros y piano en «Girl Sailor»
- Anita Robinson – Coros en «Phantom Limb» y «Turn on Me»
- Paloma Griffin – Violín en «Red Rabbits»
- Niels Gallaway – Trompa en «A Comet Appears»
- Asistencia adicional por Jason McGerr, Marisa Kula, Chris Jones, Bob Stark, Brian Lowe, Brian Vibberts, Kendra Lynn, Wes Johnson & Pete Tewes.

### Producción
- Producido por James Mercer y Joe Chiccarelli.
- Mezclado por Joe Chiccarelli.
- Producción adicional en «Australia», «Girl Sailor» y «Phantom Limb» por Phil Ek.
- Grabado por Sean Flora, Hiro Ninagawa, Brian Deck y Lars Fox.
- Grabado en Supernatural Sound, Oregón City, Oregón; The Aural Apothecary, Portland, Oregón; Avast! 2, Seattle, Washington.
- Masterizado por Emily Lazar y Sarah Register en The Lodge, Nueva York.
- Diseño e ilustración por Robert Mercer.